# Nationalpark Isalo
Der Nationalpark Isalo (französisch Parc national de l'Isalo) ist ein 815,40 km² großer Nationalpark in Madagaskar. Er wurde 1962 durch das Dekret Nr. 65–371 ausgewiesen und befindet sich in der Region Ihorombe. Die nächstgelegene Stadt ist Ranohira.

## Flora und Fauna
Im Isalo Nationalpark kommen viele endemische Tier- und Pflanzenarten vor. Besonders in der Steppe ist die Biodiversität sehr groß, obwohl die Vegetation hauptsächlich aus Gräsern besteht. Gelegentliche Brände in der Steppe sind notwendig, um die Bewaldung zu verhindern und den Lebensraum der Pflanzen zu schützen. Die Feuer wurden in der Vergangenheit von Menschen gelegt, um die Flächen für Weidevieh nutzbar zu machen.
An Flüssen kommt der Feuchtwald vor, der angesichts der hohen Bodenfeuchtigkeit gut vor Waldbränden geschützt ist und teilweise aus den Palmen Ravenea cf. glauca und Dypsis spec. besteht. Auf dem Hochland dominieren Pandanus pulcher und kleinere Büsche. In diesem Vegetationstyp kommen auch Exoten vor. Da diese Pflanzen noch verhältnismäßig jung sind, wird vermutet, dass sie dort erst nach Einrichtung des Nationalparkes dort wachsen.

Die Hartlaubvegetation ist gut an Waldbrände angepasst und wird vor allem durch Büsche, Gräser und den endemischen Baum Uapaca bojeri gekennzeichnet. Die Biodiversität dieses spärlich bewachsenen Vegetationstyps ist vergleichsweise gering. Auf Bergrücken wachsen viele endemische Pflanzen und andere Büsche und Sukkulenten, die sehr gut an die Trockenheit angepasst sind. Die äußeren Bereiche des Nationalparks, welche an Weideland grenzen, sind dicht mit Büschen bewachsen.

### Flora
- Pachypodium rosulatum
- Aloe isaloensis
- Menabea venenata
- Asteropeia micraster
- Uapaca bojeri
- Cyathea isaloensis[4][5]

### Fauna
- Caprorhinus ranohirae (endemisch)[6]
- Mantella expectata
- Rotes Marmorkrötchen
- Mabouya spec.
- Pseudocossyphus bensoni
- Südliche Madagaskarboa
- Ithycyphus perineti
- Phromnia rosea
- Larvensifaka
- Katta
- Roter Maki[7][8]

Flora und Fauna im Nationalpark Isalo
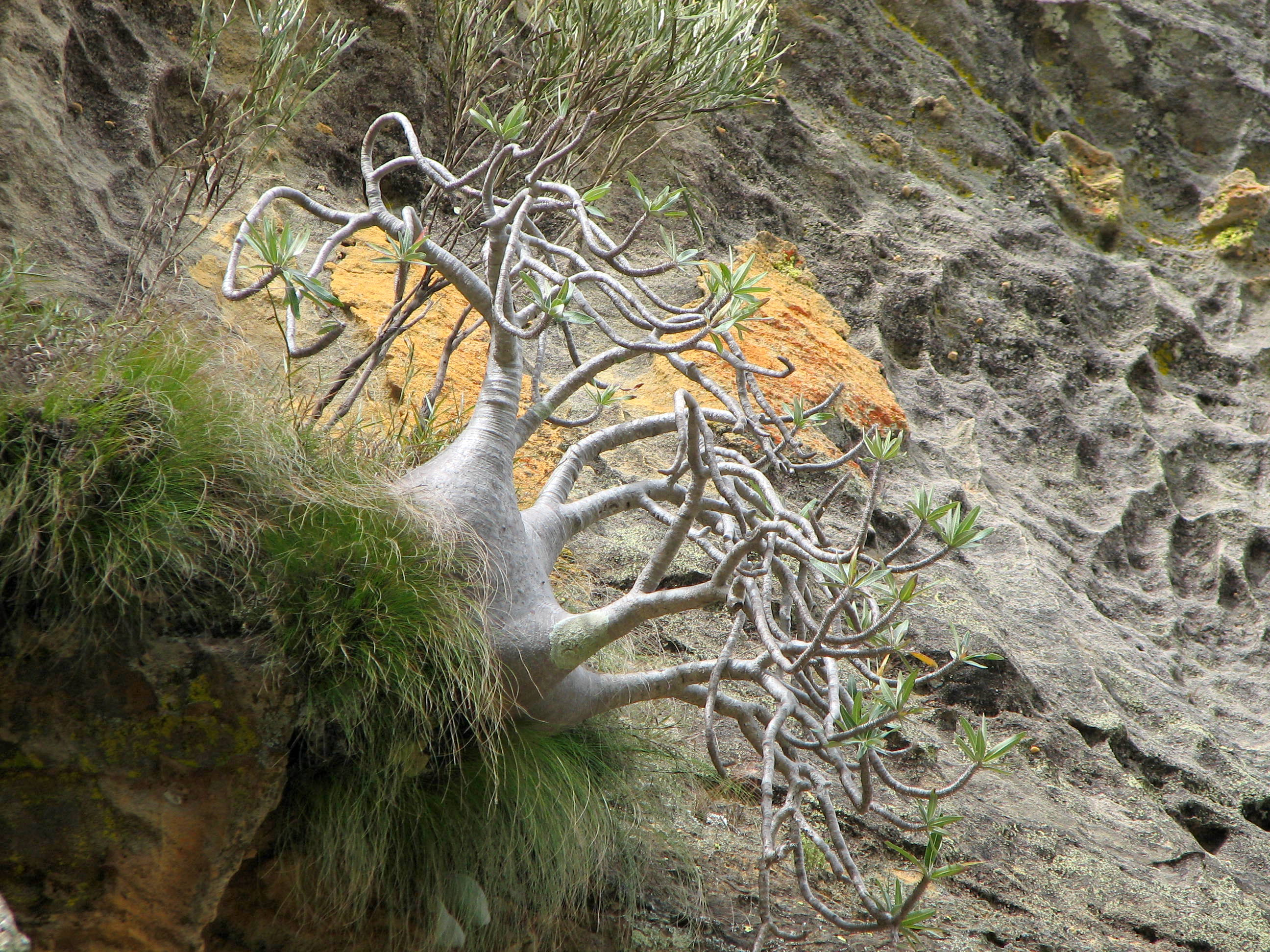
Pachypodium Rosulatum
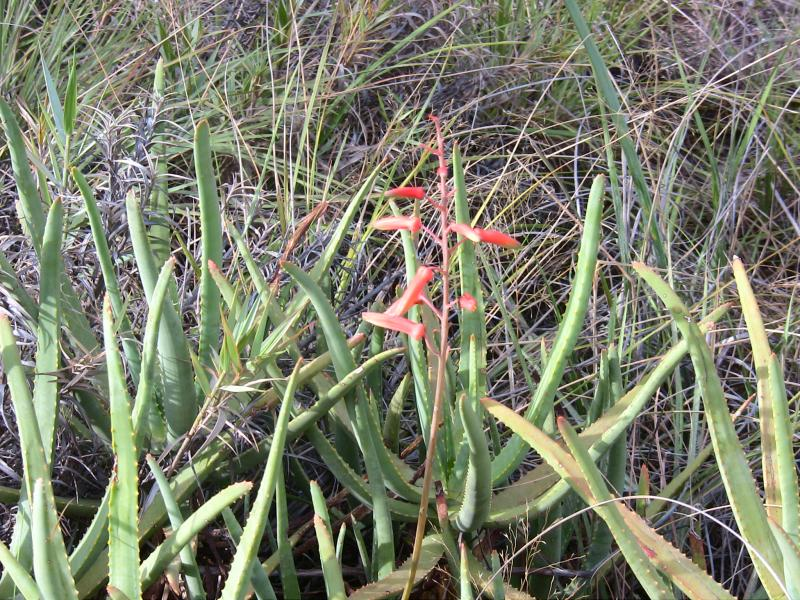
Aloe isaloensis
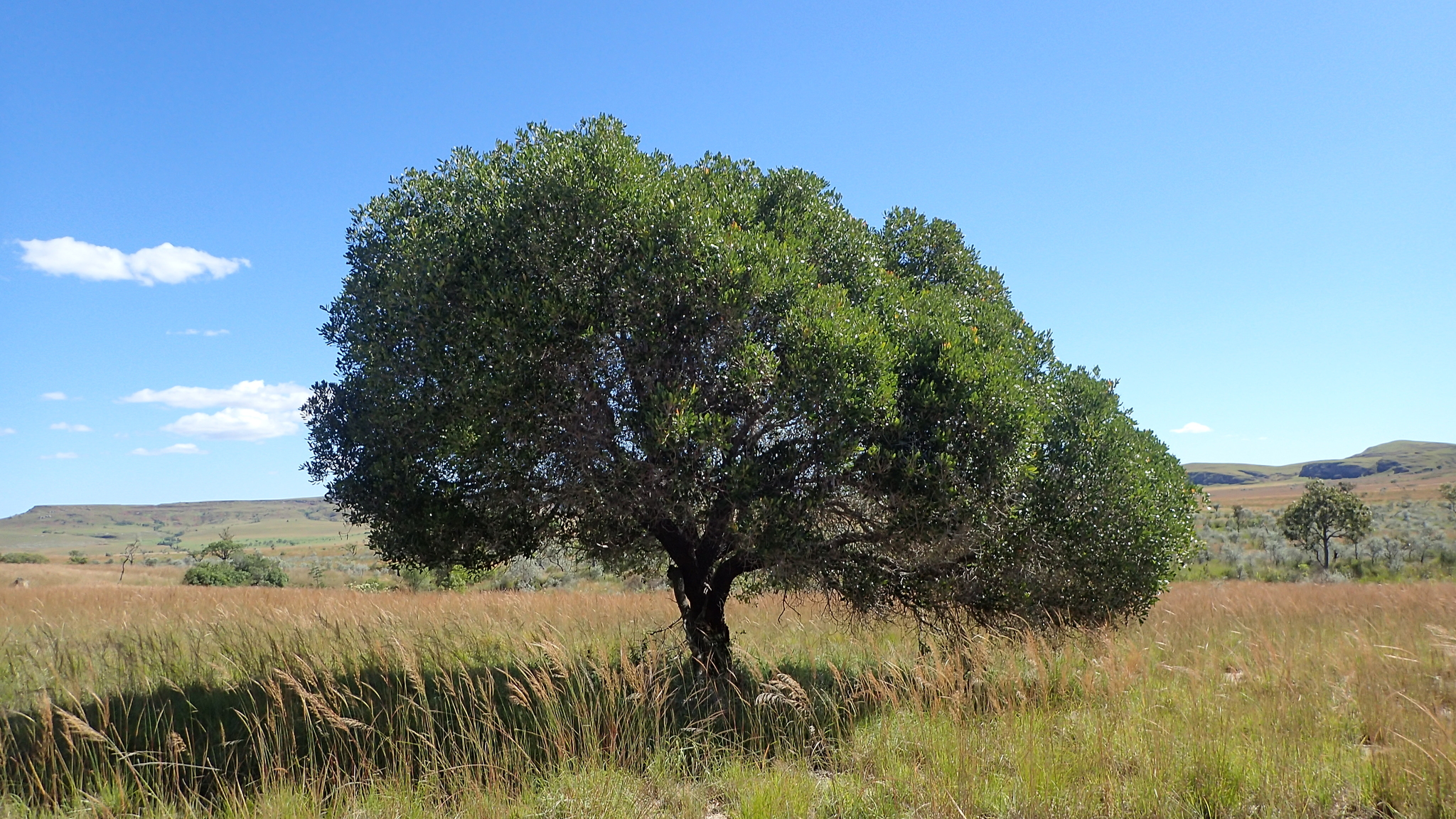
Uapaca bojeri
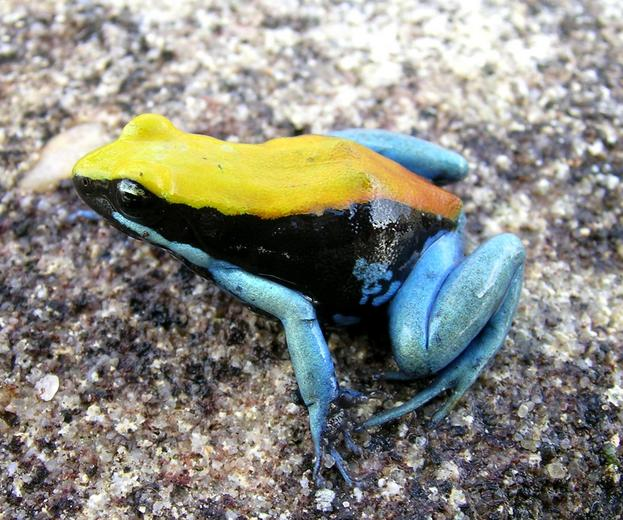
Mantella expectata
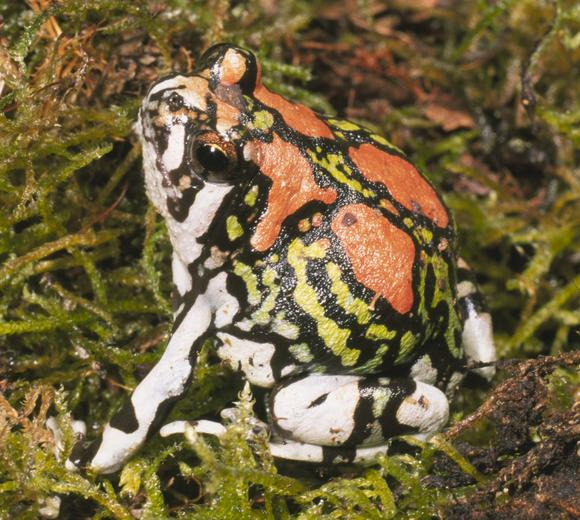
Rotes Marmorkrötchen
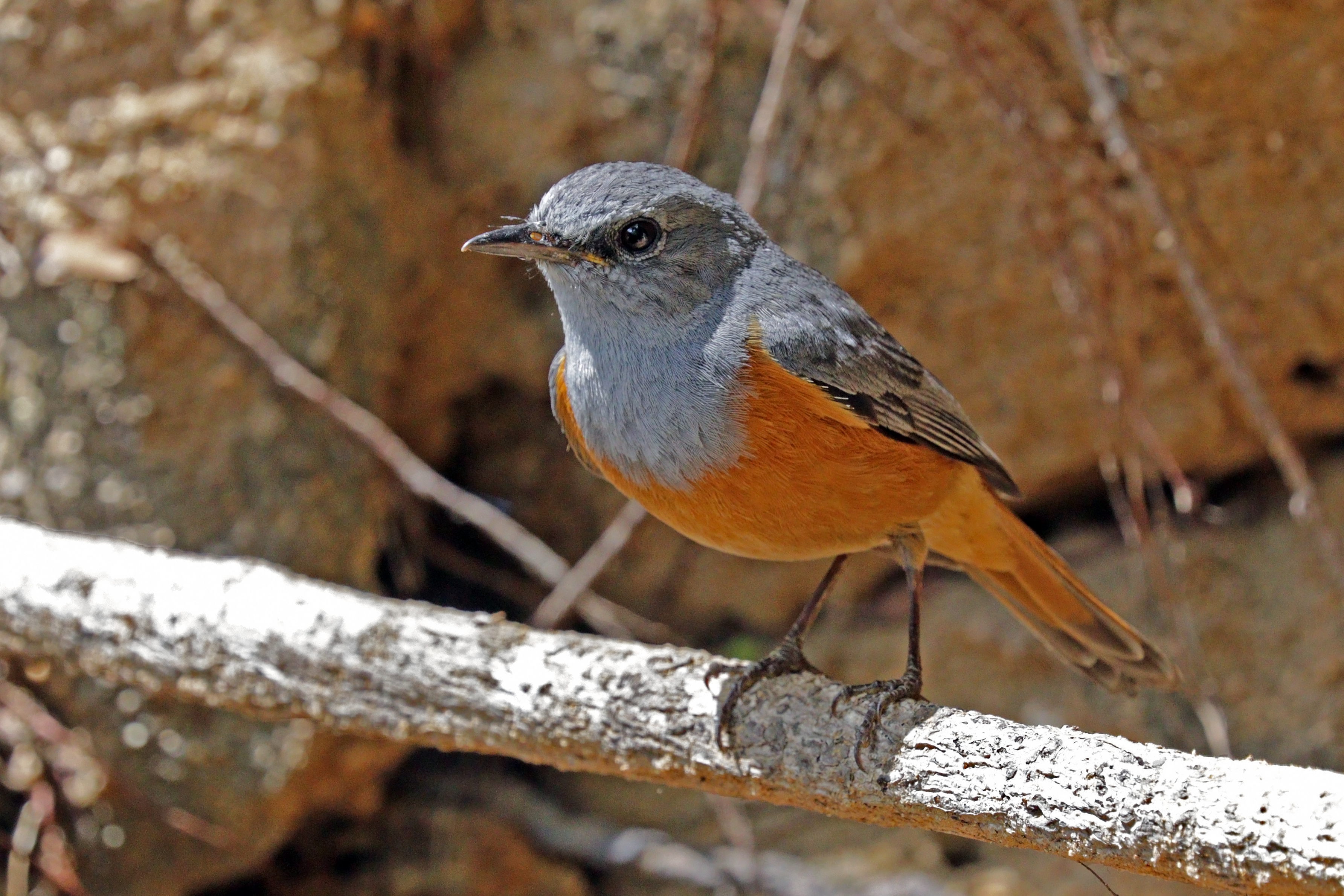
Pseudocossyphus bensoni (Männchen)
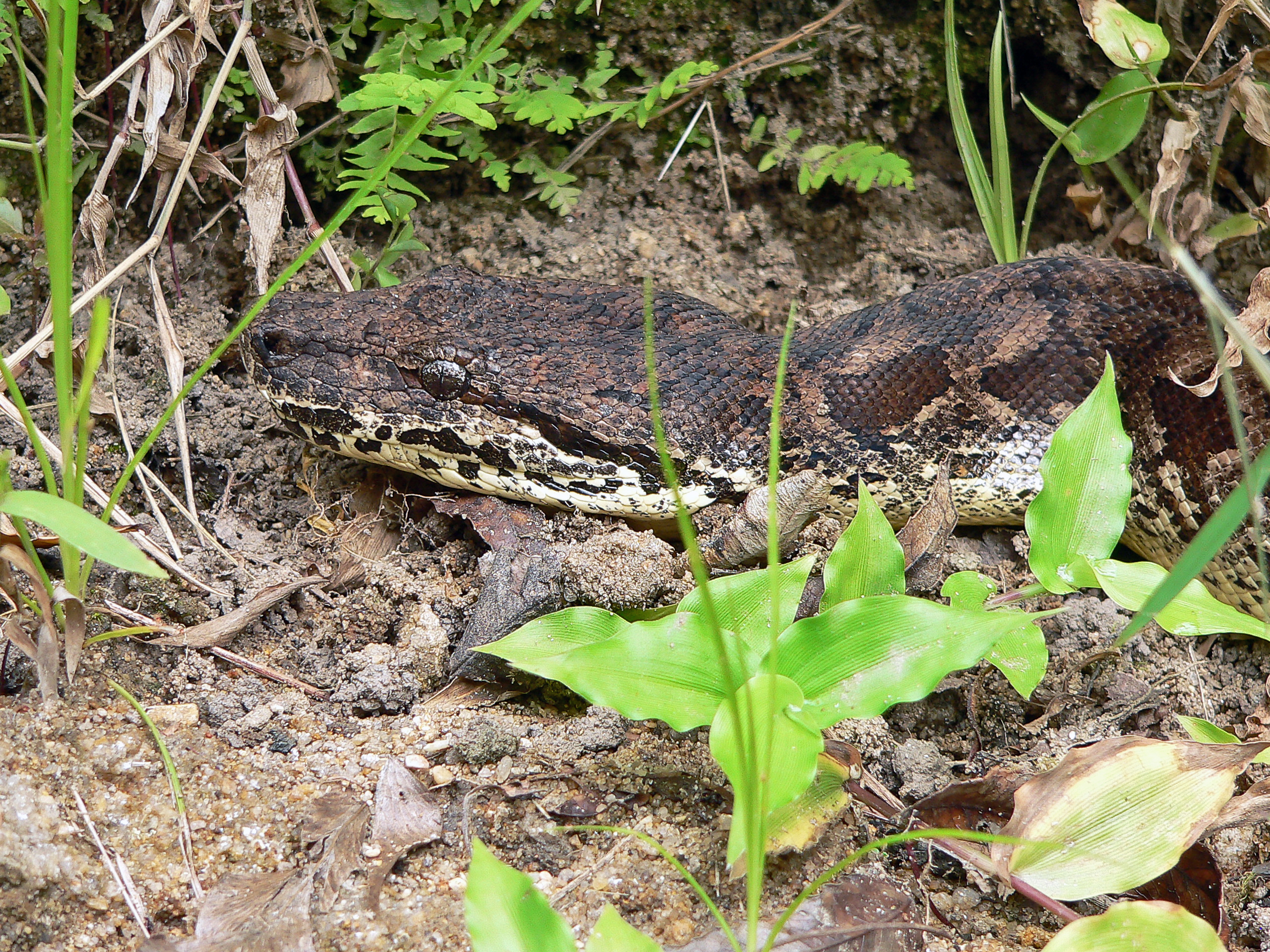
Acrantophis dumerili
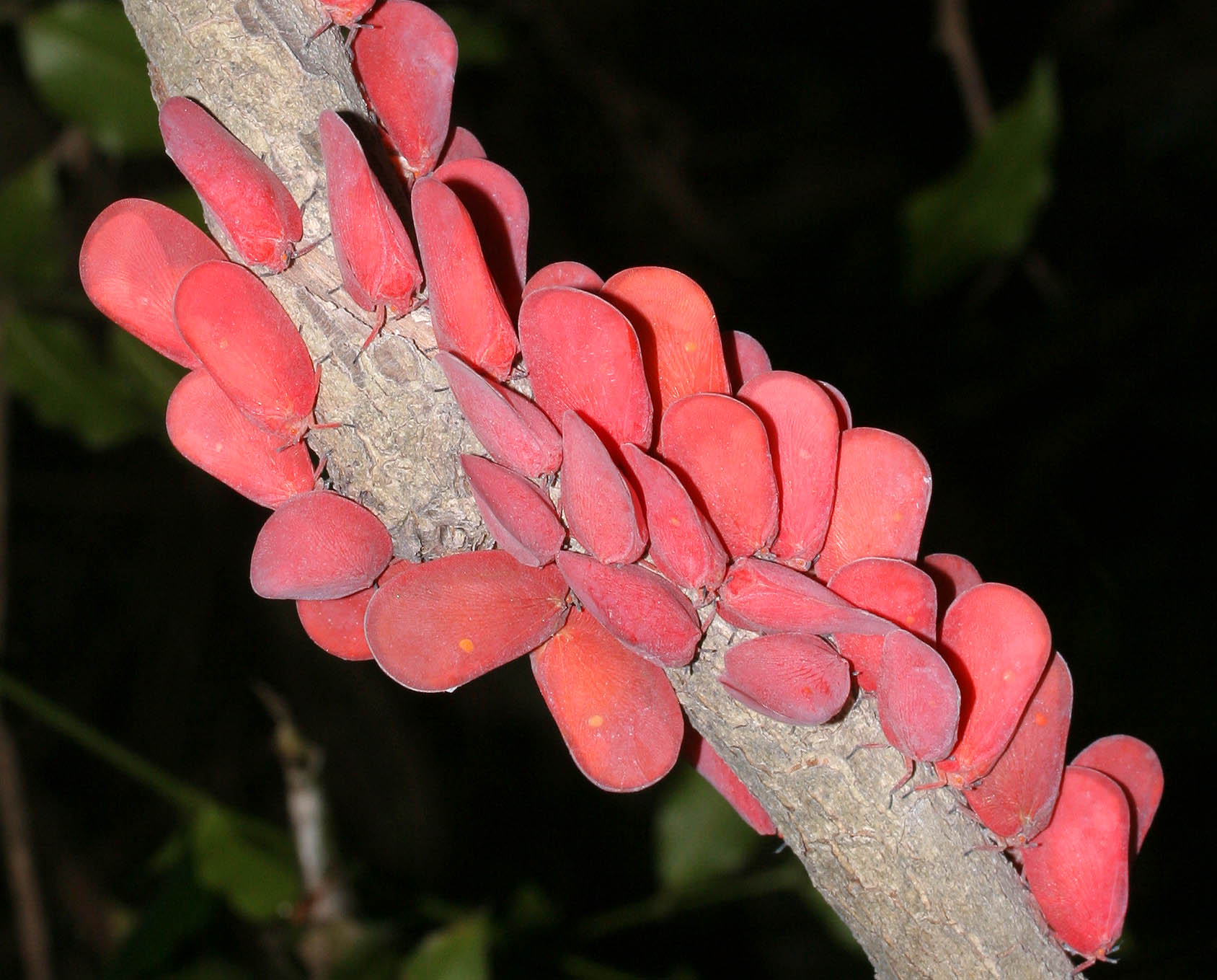
Phromnia Rosea
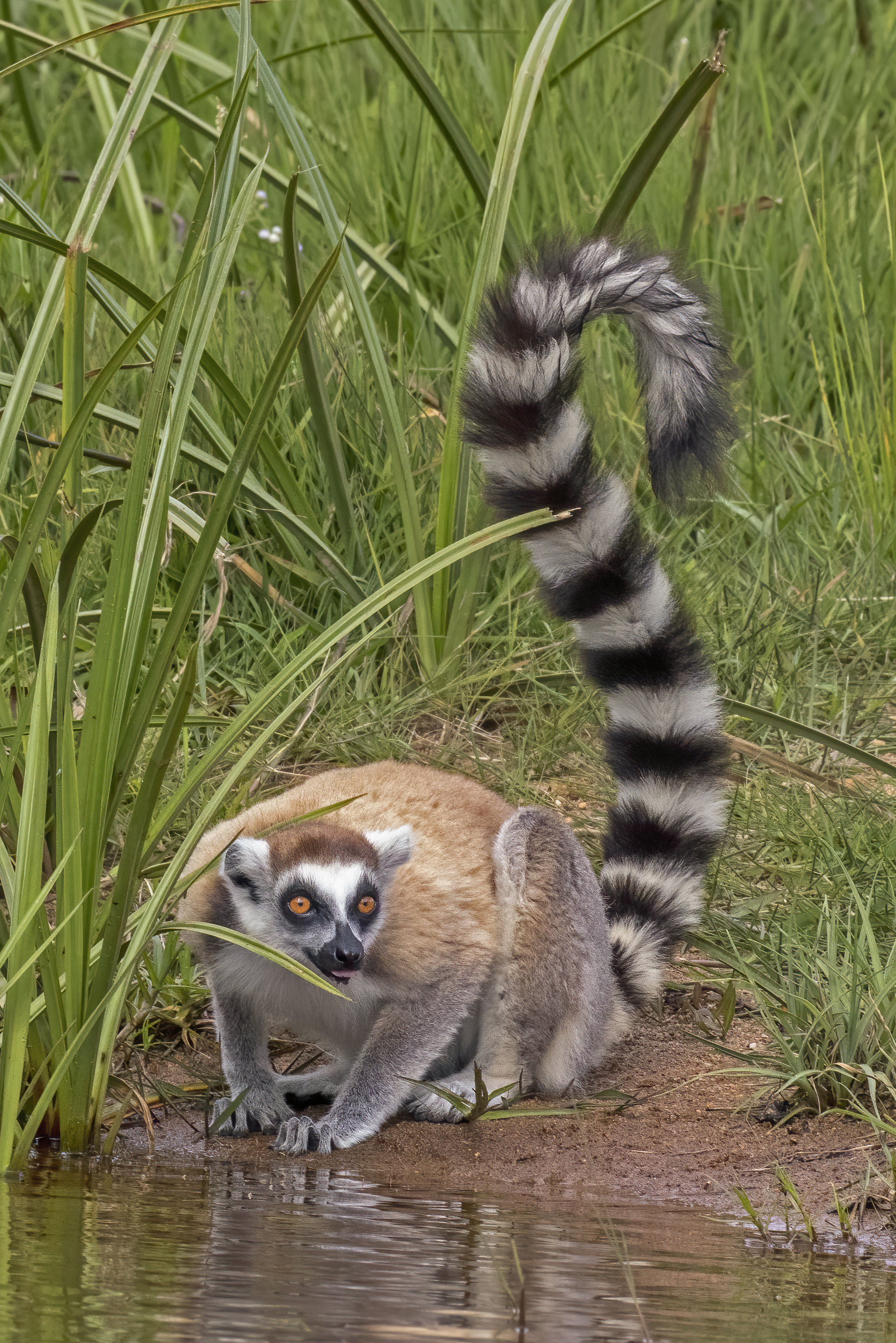
Katta
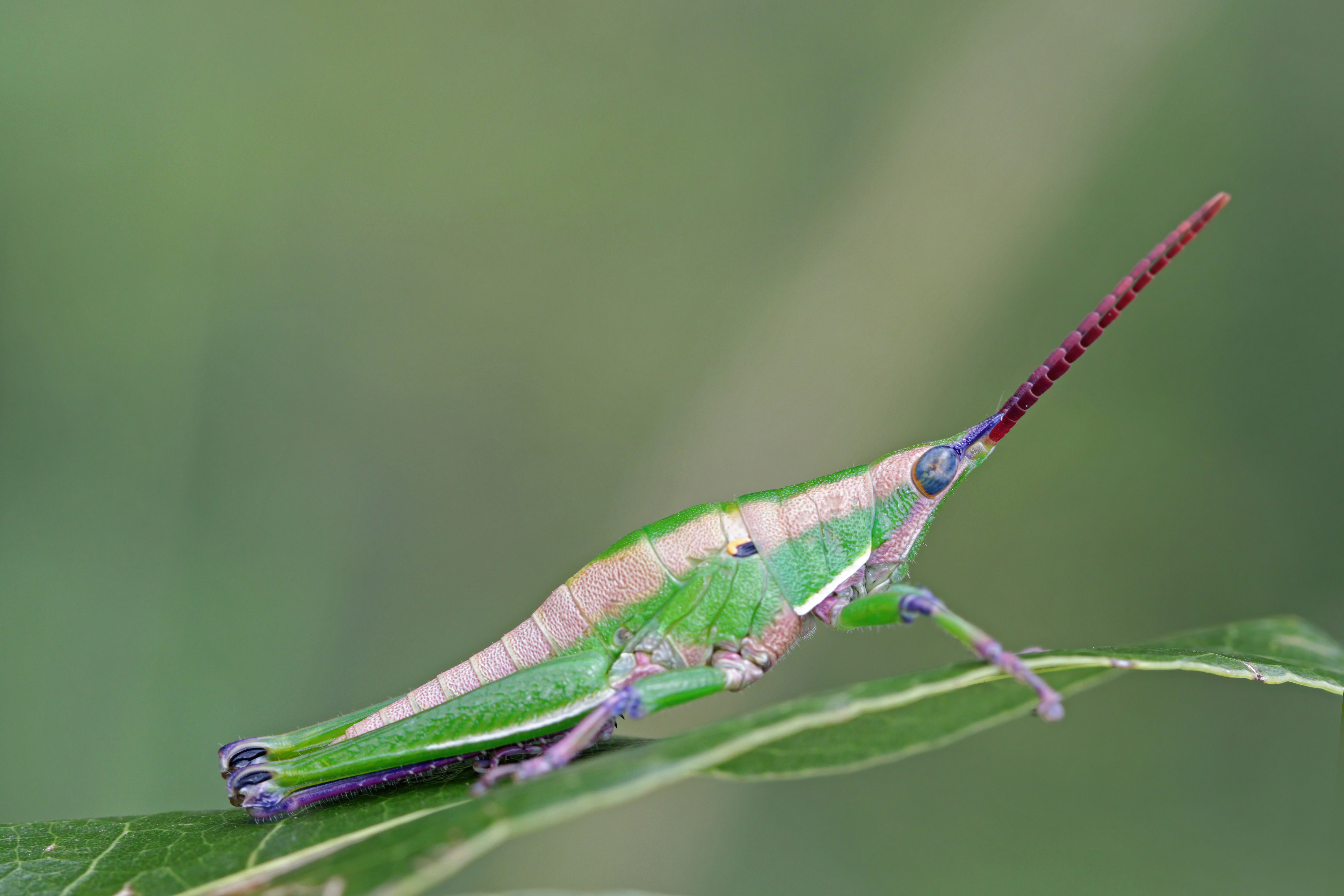
Caprorhinus ranohirae